# Bout de Zan et le Crime du téléphone
Bout de Zan et le Crime du téléphone és una pel·lícula muda francesa escrita i dirigida per Louis Feuillade i estrenada el 16 de gener de 1914.
Aquesta pel·lícula forma part de la sèrie Bout de Zan.

## Repartiment
- René Poyen : Bout de Zan
- Renée Carl